# Japanska ženska košarkaška reprezentacija
Japanska ženska košarkaška reprezentacija predstavlja državu Japan u međunarodnoj ženskoj košarci. Izborila je nastup na Olimpijskim igrama u Rio de Janeiru 2016. godine.

## Nastupi na velikim natjecanjima

### Olimpijske igre
- 1976.: 5. mjesto
- 1996.: 7. mjesto
- 2004.: 10. mjesto
- 2016.: 8. mjesto
- 2020.:  srebro

### Svjetska prvenstva
- 1964.: 9. mjesto
- 1967.: 5. mjesto
- 1971.: 5. mjesto
- 1975.:  srebro
- 1979.: 6. mjesto
- 2010.: 10. mjesto
- 2014.: 14. mjesto

### Azijska prvenstva
- 1965.:  srebro
- 1968.:  srebro
- 1970.:  zlato
- 1974.:  srebro
- 1976.:  bronca
- 1978.:  bronca
- 1980.:  bronca
- 1982.:  bronca
- 1984.:  bronca
- 1986.: 4. mjesto
- 1988.: 4. mjesto
- 1990.:  bronca
- 1992.:  bronca
- 1994.:  bronca
- 1995.:  bronca
- 1997.:  srebro
- 1999.:  srebro
- 2001.:  srebro
- 2004.:  srebro
- 2005.: 4. mjesto
- 2007.:  bronca
- 2009.:  bronca
- 2011.:  bronca
- 2013.:  zlato
- 2015.:  zlato

### Azijske igre
- 1974.:  zlato
- 1978.:  bronca
- 1982.:  bronca
- 1986.:  bronca
- 1990.: 4. mjesto
- 1994.:  srebro
- 1998.:  zlato
- 2002.: 4. mjesto
- 2006.:  bronca
- 2010.:  bronca
- 2014.:  bronca